# Бенкет у Блітві
Бенкет у Блітві – політичний роман Мирослава Крлежі, написаний в трьох томах, виданих у 1938, 1939 та 1963 рр. 

## Дія і структура
Дія перенесена у Блітву, вигадану країну на північному сході Європи, яка після століть іноземної влади та політичної нестабільності постала самостійною державою під диктаторською владою жорстокого лейтенанта Барутанського. Зміст перших двох розділів роману  здебільшого обмежується історичними і політичними темами Блітви та двох виділених дійових осіб – диктатора Крістіяна Барутанського та відступника-інтелектуала Нільса Нільсона. Третій розділ, написаний значно пізніше, найбільше зосереджується на житті дисидента Нільсона, його власних сумнівів та питань з минулого та сучасного, які його переслідують. 

Твір є критичним поглядом на ситуацію міжвоєнної епохи, коли Європу потрясали націоналістичні заворушення, іредентизм, войовничість державних вождів,  стримування громадянських свобод і занепад демократії в умовах зростаючого тоталітаризму. Хоча багато читачів впізнають в романі ситуацію та персон монархістської Югославії, у  тексті, опублікованому з нагоди третьої частини, Крлежа пояснив, що роман був натхненний атмосферою, котра панувала по  всій Європі, а образи не символізують ніяких конкретних осіб, а відповідають  типовим представникам  певних суспільних груп та світоглядів. 

Роман рясніє фрагментами нарисів,  що піднімають теми не тільки  європейської історії та політики, а й такі філософські, як відповідальність, мораль, Бог, битва, природа, мистецтво, сенс життя, смерть та людська доля. 
Твір після публікацій був доволі довго непомітним, але згодом був перекладений на кілька мов та набув популярності.